# JD Notae
Janaud Notae, detto JD (Covington, 27 ottobre 1998), è un cestista statunitense.

## Carriera
Formato alla Newton High School, accede alla Jacksonville University dove ha giocato le prime due stagioni nella NCAA, e successivamente con la Università dell'Arkansas, dal 2020 al 2022.
Esordisce nei campionati professionistici in Europa firmando con l'Aris Salonicco, militante nella massima serie greca. Nel corso della regular season viaggia a 15,7 punti di media, guadagnandosi nel frattempo la chiamata all'All-Star Game greco del dicembre 2022. La squadra, ottava in classifica, riesce a qualificarsi per i quarti di finale play-off dove poi perde 2-0 contro l'Olympiakos.
Il 1º agosto 2023 viene ufficializzato il passaggio al Trapani Shark, ambiziosa squadra di Serie A2. dove centra con la società granata, la promozione in Serie A dopo 32 anni di assenza. Nell'estate 2024, viene confermato anche in massima serie.

## Statistiche

### College
| Anno      | Squadra            | PG  | PT | MP   | TC%  | 3P%  | TL%  | RP  | AP  | PRP | SP  | PP   |
| --------- | ------------------ | --- | -- | ---- | ---- | ---- | ---- | --- | --- | --- | --- | ---- |
| 2017-2018 | Jacksonv. Dolphins | 28  | 28 | 31,4 | 41,0 | 40,5 | 69,9 | 4,7 | 1,9 | 1,8 | 0,5 | 15,4 |
| 2018-2019 | Jacksonv. Dolphins | 32  | 23 | 29,2 | 42,7 | 32,0 | 73,0 | 6,2 | 3,4 | 1,6 | 0,4 | 15,5 |
| 2020-2021 | Ark. Razorbacks    | 32  | 1  | 22,6 | 38,2 | 33,5 | 76,0 | 3,1 | 1,9 | 1,3 | 0,4 | 12,8 |
| 2021-2022 | Ark. Razorbacks    | 36  | 35 | 33,1 | 39,6 | 29,7 | 77,4 | 4,6 | 3,7 | 2,3 | 0,7 | 18,3 |
| Carriera  | Carriera           | 128 | 87 | 29,1 | 40,3 | 33,0 | 74,6 | 4,6 | 2,8 | 1,8 | 0,5 | 15,6 |

## Palmarès

### Competizioni nazionali
- Campione d'Italia Dilettanti: 1

Trapani Shark: 2023-24
- Supercoppa LNP: 1

Trapani Shark: 2023